# 上野金太郎
上野 金太郎（うえの きんたろう、1964年8月13日 - ）は、日本の実業家で、元メルセデス・ベンツ日本合同会社 代表取締役社長兼CEOである。

## 経歴
東京都出身。西町インターナショナルスクール、早稲田実業学校高等部商業科、早稲田大学社会科学部卒業。
大学卒業後の1987年、前年にダイムラー・ベンツAG（当時）日本法人として設立された メルセデス・ベンツ日本へ新卒採用1期生で入社している。営業部、広報部、ドイツ本社勤務、企業広報部長、社長室部長、ダイムラー・クライスラー日本時代の2003年に取締役（商用車部門担当）就任、2005年から販売店ネットワーク担当役員兼人事・総務部ディレクター、2007年6月1日に副社長（メルセデス・カーグループ営業/マーケティング部門担当）。
2012年11月1日付でメルセデス・ベンツ日本代表取締役社長兼CEO就任を発表、2013年2月1日に就任した。
自動車評論家で元日本カー・オブ・ザ・イヤー実行委員長の三好正巳、元レーシングドライバーの中谷明彦らとはレーシングカート競技を通じて幼少期より知己で、『メルセデスAMG』関連イベントでインストラクターに中谷の起用 も見られる。

## テレビ番組
- 日経スペシャル カンブリア宮殿 "高嶺の花"に手が届く！ 独自すぎるブランド戦略（2021年5月6日、テレビ東京）- メルセデス・ベンツ日本社長 上野金太郎出演[7]。

## 著作
- 『なぜ、メルセデス・ベンツは選ばれるのか』（2015年4月14日、サンマーク出版）ISBN 978-4763134585